# Brighter Than a Thousand Suns
Brighter Than a Thousand Suns è il sesto album in studio del gruppo musicale post-punk inglese Killing Joke, pubblicato nel 1986.

## Tracce

### LP
Side one
1. Adorations – 4:39
2. Sanity – 4:44
3. Chessboards – 5:47
4. Twilight of the Mortal – 4:12

Side two
1. Love of the Masses – 4:54
2. A Southern Sky – 4:25
3. Wintergardens – 5:24
4. Rubicon – 7:06

### CD
1. Adorations – 4:42
2. Sanity – 4:45
3. Chessboards – 5:51
4. Twilight of the Mortal – 4:15
5. Love of the Masses – 4:40
6. A Southern Sky – 4:39
7. Victory – 7:11
8. Wintergardens – 5:24
9. Rubicon – 7:03
10. Goodbye to the Village – 5:26
11. Exile – 6:38

## Formazione
- Jaz Coleman - voce, sintetizzatore
- Kevin "Geordie" Walker - chitarra
- Paul Raven - basso
- Paul Ferguson - batteria, cori

## Classifiche
| Classifica (1986) | Posizione raggiunta |
| ----------------- | ------------------- |
| Regno Unito       | 54                  |